# 維爾芬
維爾芬是奧地利薩爾茨堡以南40公里的一個村。人口3100。於1190年到1242年之間建立。著名的旅遊景點有世界上最大的自然冰洞和高維爾芬堡（Festung Hohenwerfen）。